# Бистра Аврамова
Бистра Георгиева Аврамова е български политик от БКП, дъщеря на поета Гео Милев.

## Биография
Родена е на 17 април 1921 г. в София. През 1945 г. завършва класическа филология в Софийския университет, а през 1954 г. и педагогика. От 1948 до 1951 г. работи в отдел „Народна просвета“ на Софийския градски народен съвет. Между 1954 и 1962 г. работи в отдел „Предучилищно възпитание“ в Министерството на просветата. От 1963 до 1970 г. е заместник-министър на просветата. В периода 1970 – 1975 г. е представител на БКП в сп. „Проблеми на мира и социализма“ в Прага. От 1975 до 1981 г. е заместник-председател на Комитета по печата. От 1982 до 1987 г. е заместник-председател на Славянския комитет. В периода 1966 – 1990 г. е кандидат-член на ЦК на БКП. Умира на 17 януари 2006 г. Синът ѝ Андрей Аврамов е театрален режисьор.